# Eretmotus major
Eretmotus major är en skalbaggsart som beskrevs av Lewis 1902. Eretmotus major ingår i släktet Eretmotus och familjen stumpbaggar. Inga underarter finns listade i Catalogue of Life.